# Westfälisches Jäger-Bataillon Nr. 7

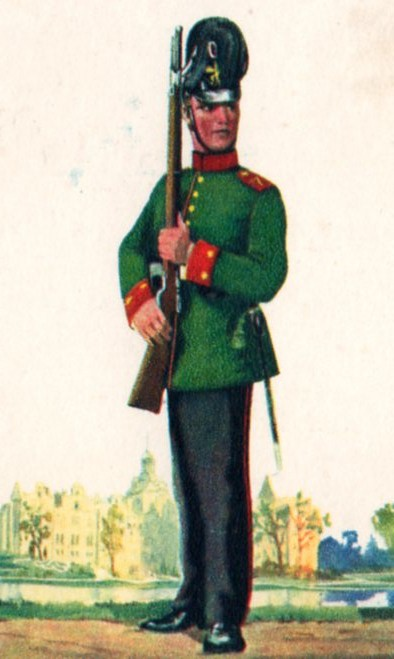
Jäger des Jäger-Bataillons Nr. 7 in Bückeburg in Paradeuniform um 1910. Zeitgenössische Darstellung.

Das Westfälische Jäger-Bataillon Nr. 7 (genannt Bückeburger Jäger) war ein Verband der leichten Infanterie in der Preußischen Armee. Das selbständige Bataillon der Truppengattung Jäger wurde 1815 aufgestellt, nahm an den deutschen Einigungskriegen sowie am Ersten Weltkrieg teil und wurde nach dessen Ende aufgelöst.

## Formierung und Geschichte
Das Bataillon wurde am 3. Oktober 1815 per Allerhöchster Kabinettsorder als „Rheinisches Schützenbataillon“ errichtet. Dieses Datum gilt somit als Stiftungstag des Bataillons. Die in Paris von König Friedrich Wilhelm III. unterzeichnete Urkunde lautet: „Ich habe die Errichtung eines Rheinischen Schützenbataillons beschlossen und genehmigt, dass bei Auflösung der freiwilligen Jäger-Detachements nach dem Zurückmarsch aus Frankreich alle diejenigen Jäger, welche fortzudienen und in dem Rheinischen Schützenbataillon angestellt zu werden wünschen, zu dessen Formation zusammengezogen und dasselbe aus ihnen errichtet werden soll.“
Das Bataillon rekrutierte sich aus Mannschaften des aufgelösten freiwilligen Jäger-Detachements, dem ehemals bergischen Jägerbataillon sowie aus Teilen der ehemaligen Nassauischen und Sächsischen Infanterie. Die erste Rangliste des „Rheinischen Schützen-Bataillons“ stammt aus dem Jahre 1816. Sie weist als Kommandeur Oberstleutnant Johann Christian von Böhler, sowie vier Kapitäne, vier Premier- und acht Sekondeleutnant aus. Die Kriegsstärke wurde auf 802 Mann festgesetzt.
Das Bataillon wechselte in den Jahren 1815 bis 1860 häufig die Garnison und war in Königswinter, Kreuznach, Aachen, Köln, Jülich, Andernach und dann bis März 1854 in Düsseldorf stationiert, von April 1854 bis April 1859 in Frankfurt am Main, ab Mai 1859 wieder in Düsseldorf, um endlich ab April/Mai 1860 Garnison in Kleve zu finden.
Das Bataillon wurde im April 1821 in die 3. und 4. Schützenabteilung (Westf. und Rhein.) zu je 2 Kompanien geteilt. Beide Abteilungen unterstanden jedoch einem Kommandeur. Die frühere 1. und 4. Kompanie bildeten die 1. und 2. Kompanie der 3. Schützen-Abteilung (Westf.), welche im November 1848 durch die 3. und im Juni 1852 durch die 4. Kompanie verstärkt wurden.
Das Bataillon nahm am Feldzug gegen Dänemark im Jahre 1849 teil und gehörte zur Besatzung Altonas.
Gemäß AKO vom 4. Juli 1860 wurde das Bataillon in „Westfälisches Jäger-Bataillon Nr. 7“ umbenannt. Am 18. Januar 1861 wurde dem Bataillon die Truppenfahne und gleichzeitig das Band des Militär-Ehrenzeichens für die Teilnahme am Feldzug 1849 verleihen. Im Krieg gegen Dänemark 1864 kämpfte das Bataillon im Gefecht von Missunde, vor den Düppeler Schanzen und an anderen Orten.
Während des Krieges gegen Österreich im Jahre 1866 gehörte das Bataillon zur Elb-Armee und nahm an der Schlacht bei Münchengrätz sowie der Schlacht bei Königgrätz teil. Nach der Teilnahme an diesem Feldzug wurde nach Kabinettsorder vom 22. August 1867 das Jägerbataillon in die Garnison Bückeburg und Stadthagen befohlen. Grundlage dafür war die am 30. Juni 1867 nach Bildung des Norddeutschen Bundes geschlossene Militärkonvention zwischen Preußen und Schaumburg-Lippe. Am 20. September 1867 erfolgte der Abmarsch aus Cleve und nach 12-tägigem Marsch erreichte das Bataillon am 2. Oktober 1867 dann Bückeburg, wo die Einheit die Jägerkaserne bezog. Ab 1870 war Bückeburg dann alleiniger Garnisonsort.
Das Bataillon nahm 1870/71 am Deutsch-Französischen Krieg teil, unterstellt der 13. Division, die zum VII. Armee-Korps gehörte. Im Jahre 1892 wurde vom VII. Armee-Korps der Truppenübungsplatz Senne bei Paderborn für gefechtsmäßigen Schießübungen und Exerzieren in größeren Verbänden erworben. Der erste Verband des VII. Armee-Korps, der dort übte, war die 26. Infanterie-Brigade, dem das Jägerbataillon nach der Kriegsgliederung unterstellt war.
Bei der Mobilmachung 1914 war das Bataillon als Bestandteil der 26. Infanterie-Brigade weiter Teil der 13. Division, und damit durchgehend an der Westfront eingesetzt. Die Kriegsgliederung vom 8. März 1918 weist die MG-Scharfschützen-Abteilung Nr. 22 aus. Im Dezember 1918 wurde das Bataillon aufgelöst. 791 Angehörige des Bataillons fanden im Ersten Weltkrieg den Tod.

## Nachwirkung und Erinnerung
In der Weimarer Republik übernahm die 11. und 12. Kompanie des 18. Infanterie-Regiments der Reichswehr die Tradition. In der Wehrmacht führte das III. Bataillon des Infanterie-Regiments 58 die Tradition fort, welches den Zusatznamen „Bückeburger Jäger“ führte.
Nach Aufstellung der Bundeswehr wurde Bückeburg wieder zum Garnisonsort, die Jägerkaserne nahm die Heeresfliegerwaffenschule auf. Dabei wurde auf Initiative des Standortältesten die Tradition der Jägertruppe in das Mittelportal der Kaserne eingebunden. Der 1922 gegründete Deutsche Jägerbund e. V. (DJB) richtete in der Kaserne eine Gedenkstätte mit Erinnerungsstücken ein. 1992 wurde die Ehrenhalle in Räume des Vereins ehemaliger Jäger und Schützen Bückeburg e. V. verlegt. Seit 2017 befinden sich die Exponate der Ausstellung über das Jäger-Bataillon Nr. 7 und seine Folgeeinheiten im Preußen-Museum Minden, das archivarische Schriftgut wurde dem Niedersächsischen Landesarchiv – Abteilung Bückeburg übergeben.

## Kommandeure
Die Ehrenbezeichnung Regimentschef trug vom 25. Oktober 1869 bis zu seinem Tode Fürst Adolf zu Schaumburg-Lippe, dann ab dem 15. Mai 1893 Fürst Georg zu Schaumburg-Lippe.
Kommandeure des Bataillons waren:
| Ernennung | Kommandeur                | Ernennung | Kommandeur                       |
| --------- | ------------------------- | --------- | -------------------------------- |
| 1815      | Böhler, von               | 1876      | Vogel von Falckenstein, Hermann  |
| 1816      | Tempski, von              | 1881      | Carmer, Maximilian von           |
| 1817      | Holleben, Heinrich von    | 1883      | Hacke, Kurt von                  |
| 1830      | Bursky, von Albrecht      | 1886      | Bojanowski, Hans von             |
| 1834      | Frobel, Louis von         | 1890      | Plettenberg, Karl von            |
| 1848      | Schlieffen, Emil von      | 1894      | Flatow, Heinrich von             |
| 1849      | Meyne, Friedrich          | 1897      | Bünau, Heinrich von              |
| 1851      | Plonski, Karl von         | 1901      | Larisch, Alfred von              |
| 1854      | Stuckradt, Leopold von    | 1906      | Finck von Finckenstein, Bernhard |
| 1857      | Massow, Heinrich von      | 1909      | Buchka, Hermann von              |
| 1862      | Beckedorff, Friedrich von | 1913      | Rango, Ralf von                  |
| 1865      | Sell, Theodor von         | Aug. 1914 | Donalies, Georg                  |
| 1866      | Reinicke, Rudolf von      | Aug. 1914 | Falkenstein, Erich von           |
| 1870      | Kameke, Alexander von     | Juli 1918 | Teichmann, Rudolf                |